# Rekonstruktionskirurgi
Rekonstruktionskirurgi er plastikkirurgi, der udføres på abnormiteter, som skyldes en medfødt defekt, udviklingsfejl, traume, infektion, tumor eller sygdom.
Som udgangspunkt udføres rekonstruktionskirurgi for at forbedre en funktion, men også for at skabe et tilnærmelsesvis normalt udseende. De fleste indgreb i denne kategori bliver i Danmark betalt af den offentlige sygesikring.

| Lægevidenskab | Spire Denne artikel om lægevidenskab er en spire som bør udbygges. Du er velkommen til at hjælpe Wikipedia ved at udvide den. |